# Stanislas de Guaita
Markýz Stanislas de Guaïta (6. dubna 1861 Tarquimpol – 19. prosince 1897, Tarquimpol) byl francouzský básník, esoterik, magik, kabalista a rosekrucián.
Stanislas de Guaïta pocházel ze staré italské šlechtické rodiny sídlící na zámku Chateau d’Alteville v Tarquimpolu ve francouzském regionu Grand Est. Od roku 1881 se pokoušel v Paříži prorazit jako básník a pod vlivem díla Eliphase Léviho a Joséphina Péladana se začal zabývat esoterismem a okultismem. Ke konci roku 1887 založil Ordre Kabbalistique de la Rose-Croix „Kabalistický řád Růžové Kříže“, jehož členem se stal například Joséphin Péladan, Papus, Francois-Charles Barlet nebo Paul Sédir, a spolu s Papusem „znovu probudil“ Martinistický řád. Později vstoupil do sporu s Peladanem, který v roce 1890 či 1891 opustil Ordre Kabbalistique de la Rose-Croix, aby založil vlastní společnost, exkluzivně katolickou a věnující se uměleckým aktivitám. Guaïtův sekretář Oswald Wirth hrál významnou roli v rozvoji esoterického zednářství ve Francii a v užívání tarotu při věštění. Mediálně známým se stal jeho spor s Abbé Boulanem - kterého obvinil z toho, že jeho spolek je jen sektou určenou k ukojení Boulanových sexuálních tužeb - označovaný za „magickou válku“. Poté, co Boulan v roce 1893 zemřel, bylo to některými lidmi vykládáno jako důsledek Guaïtových magických útoků, jako zpětný odraz této magie byla zas interpretována Guaïtova smrt v roce 1897. Tato aféra vedla též k podezření, že je satanistou či následovníkem stezky levé ruky. Jeho nejvýznamnějším dílem je trilogie Essais de sciences maudites; Le Serpent de la Genese (Pojednání o prokletých vědách; Had Genese) zahrnující Le temple de Satan „Satanův chrám“ z roku 1891 a La clef de la magie noire a „Klíč k černé magii“ z roku 1897, poslední díl Le problème du mal byl vydán až dlouho po Guaïtově smrti Oswaldem Wirthem. V roce 1897 se Guaïta s podlomeným zdravím a vrátil na svůj rodný zámek, kde zemřel na předávkování morfiem.